# Podoboveț, Boureni
Podoboveț (în ucraineană Подобовець) este un sat în comuna Pîlîpeț din raionul Boureni, regiunea Transcarpatia, Ucraina.

## Demografie
Componența lingvistică a localității Podoboveț
     Ucraineană (100%)
Conform recensământului din 2001, toată populația localității Podoboveț era vorbitoare de ucraineană (100%).